# Silene sendtneri
Silene sendtneri är en nejlikväxtart. Silene sendtneri ingår i släktet glimmar, och familjen nejlikväxter.

## Underarter
Arten delas in i följande underarter:
- S. s. balcanica
- S. s. sendtneri